# George Rebelo
George Rebelo es un baterista estadounidense de la banda de punk rock y post hardcore Hot Water Music.
Antes de Hot Water Music tocó en bandas de Gainesville, Florida como Thread y Fossil. En una de ellas coincidió con Chuck Ragan y en la otra con Chris Wollard. Fruto de estas dos bandas nació Hot Water Music.
Entre 2006 y 2007, militó en The Draft, grupo liderado por Chris Wollard y donde militaba también su excompañero en Hot Water Music, Jason Black.
Entre 2009 y 2010, pasó a formar parte Against Me!, tras la marcha de su batería Warren Oakes.
- Datos: Q12175469
- Multimedia: George Rebelo / Q12175469